# Shurba
Shurba (deriva del persa شوربا, de shor "salat" i ba "estofat") és com es diu a la sopa en diversos idiomes (búlgar, turc i altres). També, des de fora d'aquestes cultures es refereix a la sopa típica de cada cultura. Es menja a Turquia, Bulgària, Sèrbia i Jordània.
Els beduïns preparen una shurba de iogurt, arròs, ceba i pasta.
Els serbis preparen un estofat de carn i verdures: carn roja o de pollastre, creïlles, tomaques, ceba, pebre i altres.